# Андалі
Андалі (італ. Andali, сиц. Andali) — муніципалітет в Італії, у регіоні Калабрія,  провінція Катандзаро.
Андалі розташоване на відстані близько 490 км на південний схід від Рима, 20 км на північний схід від Катандзаро.
Населення — 771 особа (2014).
Щорічний фестиваль відбувається 7 жовтня. Покровитель — Madonna del Rosario.

## Демографія
Населення за роками:

Станом на 1 січня 2023 року в муніципалітеті офіційно проживало 18 іноземців з 4 країн, серед них 11 громадян країн Євросоюзу та 1 громадянин України.

## Сусідні муніципалітети
- Белькастро
- Ботричелло
- Черва
- Кропані